# Borneobulbyl
Borneobulbyl (Rubigula montis) är en fågel i familjen bulbyler inom ordningen tättingar.

## Utseende och läte
Borneobulbylen är en vacker och karakteristisk bulbyl. Ovansidan är olivgul och undersidan, inklusive strupen, är lysande gul. Huvudet är svart med en upprätt huvudtofs. Bland lätena hörs korta serier med gladlynta "jyep".

## Utbredning och systematik
Fågeln återfinns i höglänta områden på norra Borneo. Den behandlas som monotypisk, det vill säga att den inte delas in i några underarter. Tidigare betraktades den som en underart till P. melanicterus och vissa gör det fortfarande.

### Släktestillhörighet
Arten placerades tidigare i släktet Pycnonotus. DNA-studier visar att Pycnonotus dock är parafyletiskt visavi Spizixos, varför flera taxonomiska auktoriteter numera delar upp det i flera mindre släkten. 

## Levnadssätt
Borneobulbylen hittas i skog och skogsbryn i låga bergstrakter. Den påträffas ofta i tidigare avverkad och uppväxande skog. Arten ses vanligen sitta synligt i rätt öppna områden.

## Status och hot
Arten har ett stort utbredningsområde, men tros minska i antal, dock inte tillräckligt kraftigt för att den ska betraktas som hotad. Internationella naturvårdsunionen IUCN listar därför arten som livskraftig (LC).